# Nelson Sale
Nelson Sale (7 de octubre de 1986 en Honiara) es un futbolista salomonense que juega como defensor en el Western United.

## Carrera
Debutó en 2004 jugando para el Koloale. A finales de 2006 firmó con el YoungHeart Manawatu neozelandés, aunque en 2007 regresó a las Islas Salomón para firmar con el Makuru. En 2008 arribó al Auckland City, para 2009 regresar al YoungHeart. En 2010 viajó a Vanuatu y firmó con el Amicale. En 2014 tuvo un corto paso por el Western United, pero regresó rápidamente al Amicale. En 2016 volvería a recalar en el Western.

### Clubes
| Club                        | País          | Año             |
| --------------------------- | ------------- | --------------- |
| Koloale FC                  | Islas Salomón | 2004 - 2006     |
| YoungHeart Manawatu         | Nueva Zelanda | 2006 - 2007     |
| Makuru FC                   | Islas Salomón | 2007 - 2008     |
| Auckland City Football Club | Nueva Zelanda | 2008 - 2009     |
| YoungHeart Manawatu         | Nueva Zelanda | 2009            |
| Amicale FC                  | Vanuatu       | 2010 - 2014     |
| Western United FC           | Islas Salomón | 2014            |
| Amicale FC                  | Vanuatu       | 2015 - 2016     |
| Western United FC           | Islas Salomón | 2016 - Presente |

### Selección nacional
Representó a las Islas Salomón en la Copa de las Naciones de la OFC 2004, 2012 y 2016. Además, obtuvo la medalla de plata en los Juegos del Pacífico 2011.